# Ninos Gouriye
Ninos Gouriye (* 14. Januar 1991 in Hengelo, Overijssel) ist ein niederländischer Fußballspieler. Der 1,78 Meter große Stürmer wird vorrangig auf dem rechten Flügel eingesetzt, spielt aber auch in der Sturmspitze oder links.

## Karriere

### Verein
Gouriye kam als Kind 2002 vom Enscheder Verein HVV Tubantia zum FC Twente. Hier spielte er in der Jugend in der gemeinsamen Mannschaft von Twente und Heracles sowie ab 2009 für die zweite Mannschaft Jong FC Twente, ehe er für die erste Mannschaft am 21. September 2011 im KNVB-Pokalwettbewerb beim 8:1-Sieg bei den Zwaluwen in Vlaardingen debütierte. Sein erster Auftritt in der Eredivisie folgte am 15. Oktober 2011; in der Begegnung bei RKC Waalwijk wurde er in der 82. Minute für Marc Janko eingewechselt. Zwei weitere Ligaeinsätze folgten. Im November und Dezember wurde er auch in zwei Gruppenspielen der Europa League eingewechselt. 
Zum 1. Februar 2012 unterschrieb Gouriye ebenso wie sein Vereinskamerad Joey Belterman beim Ligarivalen Heracles in Almelo. Hier kam Gouriye zunächst ebenfalls vorrangig in der zweiten Mannschaft Jong Heracles Almelo und als Einwechselspieler in der Eredivisie zum Einsatz. Im Match gegen den FC Utrecht am 25. März 2012 kam er beim Spielstand von 1:1 nach einer guten Stunde für Marko Vejinović ins Spiel und erzielte mit seinen ersten beiden Eredivisie-Toren die Treffer zum 3:1-Sieg. In seinem ersten Spiel über 90 Minuten, am 11. April 2012 bei NAC Breda, erzielte er den Treffer bei der 1:2-Niederlage; bis zum Saisonende kam er bei insgesamt zwölf Einsätzen auf vier Tore und galt anschließend als „eins der Toptalente von Heracles“. 
In der Saison 2012/13 musste Gouriye bis zum sechsten Spieltag warten, ehe er erneut in der Startformation von Trainer Peter Bosz stand. An diesem und den folgenden Spieltagen etablierte er sich im Sturm von Heracles als feste Kraft neben Mittelstürmer Samuel Armenteros. Er erzielte die entscheidenden Tore zu Punktgewinnen bei Vitesse Arnhem und gegen ADO Den Haag; am achten Spieltag kam er zu zwei Treffern gegen PEC Zwolle und am 10. Spieltag markierte er beim 6:3-Sieg gegen den sc Heerenveen drei der Almeloer Tore. Insgesamt kam er in dieser Spielzeit auf neun Tore bei 26 Einsätzen.
Nach Auslaufen seines Vertrages bei Heracles wechselte er innerhalb der Eredivisie zu ADO Den Haag. Hier konnte er sich nicht durchsetzen; nach 15 Einsätzen mit einem Treffer wurde er zur folgenden Spielzeit 2014/15 an die Rotterdamer SBV Excelsior ausgeliehen, der nach zwei Jahren in der Eerste Divisie wieder in die höchste Spielklasse aufgestiegen war. Im Sommer 2015 wechselte er zu Astra Giurgiu, löste seinen Vertrag nach vier Einsätzen in der Hinrunde 2015/16 wieder auf. Er war ein halbes Jahr ohne Verein, ehe ihn im Sommer 2016 der SC Cambuur verpflichtete. 2017 wechselte er schließlich nach Dänemark zu Vendsyssel FF. 2019 endete sein Vertrag; nach Vereinslosigkeit unterschrieb er bei First Vienna FC, kam aber nur in einem Pokalspiel zum Einsatz.

### Nationalmannschaft
Im Jahr 2012 nahm Gouriye mit der U-20-Nationalmannschaft am Turnier von Toulon teil. Er kam in allen fünf Spielen zum Einsatz und erzielte ein Tor. Das Team erreichte im „kleinen Finale“ gegen die französische Auswahl Platz drei.